# クバチ人
クバチ人（クバチじん、クバチ語: ГIугъбуган , ГIугъбуганте;  ロシア語: Кубачинцы;  英語: Kubachi people）とは、ロシア連邦のダゲスタン共和国に居住する少数民族ダルギン人の一派である。

## 概要
ダゲスタンのダハダエフスキー地区クバチ村に居住する民族で、北東コーカサス語族のダルギン諸語南ダルギン諸語に属するクバチ語を話す。
複数あるダルギン人の一派で、ダゲスタンでは宝飾品などの民芸品生産で知られている。人口統計ではカイタグ人と同様にダルギン人に含まれる。